# کژشکوویتسه (استان اشوی‌داشکسیه)
کژشکوویتسه (به لهستانی: Krzyszkowice) یک منطقهٔ مسکونی در لهستان است که در گمینا کاژمیژا ویلکا واقع شده‌است.